# Shahrestān di Dalfan
Lo shahrestān di Dalfan (farsi شهرستان دلفان) è uno dei 10 shahrestān del Lorestan, il capoluogo è Nurabad. Lo shahrestān è suddiviso in 2 circoscrizioni (bakhsh):
- Centrale (بخش مرکزی)
- Kakavand (بخش کاکاوند)